# Алёшин, Николай Кузьмич
Николай Кузьмич Алёшин (22 мая 1915 — ?) — советский спортсмен. Играл в футбол, хоккей с мячом и хоккей с шайбой. Мастер спорта по футболу.

## Биография
В 1930-х проходил службу, играя за клубную команду ЦДКА.

### Карьера футболиста
До войны играл в футбол за московский клуб «Крылья Советов». В 1941 сыграл в группе «А» 9 из 10 матчей чемпионата в составе московского клуба «Профсоюзы-2», после чего началась Великая Отечественная война. В 1942—1944 играл за столичные «Крылья Советов» в первенстве города. В 1945 году, с возобновлением Чемпионата СССР, играл в командах Первой группы. В 1945 году провёл 13 матчей за московские «Крылья», а в 1946 и 1947 годах 37 матчей за куйбышевские «Крылья Советов». За куйбышевскую команду сыграл 3 матча в кубке СССР.

### Карьера хоккеиста
В 1944 году в составе команды «Крылья Советов» стал чемпионом Москвы по хоккею с мячом. В 1945 году стал вторым призёром чемпионата Москвы и выиграл первый Кубок ВЦСПС, дошёл до полуфинала Кубка СССР. В 1946 дошёл до финала Кубка СССР, в котором «Крылья Советов» 24 февраля проиграли команде ЦДКА 2:0. В 1947—1948 годах играл на позиции защитника за клуб «Крылья Советов» в чемпионатах СССР по хоккею с шайбой.

### Тренерская карьера
В 1950 году был приглашён руководством меланжевого комбината в Барнаул, чтобы тренировать местную футбольную команду «Красное Знамя», выступающую в первенстве РСФСР. По окончании футбольного сезона активно развивал в городе хоккей с шайбой. Научил кататься на коньках Геннадия Роганова, ставшего впоследствии известным в Барнауле хоккеистом и тренером.

## Достижения
- Финалист Кубка СССР по хоккею с мячом — 1946